# Lucie Neumannová
Lucie Neumannová (* 2. července 2003) je česká atletka a influencerka, dcera olympijské vítězky v běhu na lyžích Kateřiny Neumannové.

## Vzdělání
Ve čtrnácti letech nastoupila na tenisovou akademii Emilia Sancheze na Floridě, kde se věnovala sportovní přípravě.
Studuje na University of New York in Prague, která se zaměřuje na podporu sportovců a umožňuje skloubit sportovní a akademickou kariéru.

## Sportovní kariéra
Nejprve se věnovala tenisu, později však přešla k atletice, u které zůstala. Specializuje se na běhy na střední tratě (400 a 800 m) a reprezentuje české atletické kluby.

### Osobní rekordy
- 800 metrů: 2:13.78 (29. června 2024)[zdroj⁠?!]
- 400 metrů: 59.51 (28. května 2023)[zdroj⁠?!]
- 4x400 metrů štafeta: 3:54.47 (8. června 2024)[zdroj⁠?!]

## Influencerská činnost
Na sociálních sítích sdílí momenty ze sportovní kariéry i každodenního života. K lednu 2025 měla na Instagramu 115 tisíc odběratelů a na TikToku 96 tisíc sledujících.[zdroj⁠?!]

## Soukromý život
V roce 2024 navázala partnerský vztah s tenistou Jiřím Lehečkou.